# National Barn Dance (radioprogramma)
National Barn Dance was een Amerikaans radioprogramma van 1924 tot 1960 met old-time music en countrymuziek, in combinatie met entertainment. Het werd zaterdags met publiek en artiesten uitgezonden via de AM vanuit Chicago. Het programma wordt wel beschouwd als de baanbreker voor het televisieprogramma Grand Ole Opry.

## Geschiedenis
De eerste uitzending van de National Barn Dance vond plaats op 19 april 1924 onder de regie van de eerste WLS-directeur Edgar Bill. Bill was bij de eerste uitzending nog sceptisch geweest, maar het aantal luisteraars breidde zich niettemin steeds verder uit.
Het programma kende in zijn bestaan verschillende presentatoren, met vanaf het begin George Hay. Nog in het eerste jaar van het programma werd hij door de lezers van het magazine Radio Digest uitgeroepen tot populairste radio-omroeper. Hay ging later naar de Grand Ole Opry. De National Barn Dance wordt beschouwd als een baanbreker voor dit televisieprogramma, omdat het een identiteit had gegeven aan de plattelandsbevolking die veelal naar het programma luisterde.
Het bracht aan het begin vooral melodieën uit vervlogen tijden, later ook wel samengevat als old-time music. De uitzendingen werden met publiek en artiesten opgenomen. In de eerste uitzending speelde de fiddler (violist) Tommy Dandurand. Het programma kende een divers gezelschap aan artiesten, zoals Doc Hopkins, Henry Burr en het echtpaar Lulu Bell & Scotty. Later ontwikkelde het zich met de countrymuziek mee en traden Gene Autry en andere artiesten uit die generatie op.
In 1928 verkocht WLS het programma aan de krant The Prairie Farmer die de lengte van het programma uitbreidde naar vijfenhalf uur. De muziek veranderde in deze tijd naar een stijl die door het gehele gezin beluisterd en geaccepteerd werd, in lijn met het paternalistische karakter van de krant. De opnames werden verplaatst naar het nieuwe pand van The Prairie Farmer. Het programma werd echter zo populair, dat de opnames later verplaatst werden naar het Eighth Street Theatre. Daar werd in november 1935 de 400.000e gast ontvangen. 
Via het radionetwerk van NBC was er een dekking van de west- tot oostkust, zowel in de VS als Canada.
Voor het programma werd op een gegeven moment een sponsor gezocht, die werd gevonden in de medicijnenfabrikant Alka-Seltzer. Toen deze zich in 1949 terugtrok, kwam de voortgang van het programma voor het eerst in gevaar. Korte tijd werd de sponsoring overgenomen door de ABC en daarna voortgezet door de Phillips Petroleum Company. In 1960 werd het programma verkocht aan American Broadcasting-Paramount Theatres die het format omzette naar rock-'n-roll. De laatste uitzending vond plaats op 30 april 1960. Toen er op 11 maart 1961 in Chicago een programma naar het oude format werd opgericht, New WGN Barn Dance, was het einde van de National Barn Dance bezegeld.